# Andrew Crommelin
Andrew Claude de la Cherois Crommelin (Cushendun, 6 de fevereiro de 1865 — Londres, 20 de setembro de 1939) foi um astrônomo britânico. 

## Biografia
Crommelin nasceu no condado de Antrim, na Irlanda do Norte. Ele estudou na Inglaterra no Marlborough College e no Trinity College, Cambridge. Trabalhou no Observatório Real de Greenwich, em Greenwich, onde participou de várias expedições com o objetivo de fazer observações de eclipses solares.
 Em uma dessas expedições realizada no Brasil, na cidade de Sobral, Ceará, em 29 de maio de 1919, durante um eclipse total do sol, ele fez as medições que confirmaram a teoria geral da relatividade de Albert Einstein. Medidas idênticas feitas no mesmo dia na Ilha do Príncipe por Arthur Eddington também confirmaram a teoria.
Crommelin foi um especialista em cometas e os seus cálculos das órbitas dos cometas Comet Forbes 1928 III, Comet Coggia-Winnecke 1873 VII e Comet Pons 1818 II, mostraram que estes cometas eram na verdade o mesmo cometa periódico. O cometa foi então chamado de "Cometa Pons-Coggia-Winnecke-Forbes". Em 1948, um cometa recebeu o nome 27P/Crommelin em sua honra.